# Rosularia haussknechtii
Rosularia haussknechtii är en fetbladsväxtart som beskrevs av Pierre Edmond Boissier och Reut.. Rosularia haussknechtii ingår i släktet Rosularia och familjen fetbladsväxter. Inga underarter finns listade i Catalogue of Life.